# Katholikos
Katholikos of catholicos (meervoud katholikoi), is een kerkelijke titel die gebruikt wordt voor het hoofd van kerken in bepaalde oost-christelijke tradities. De titel wordt normaliter gebruikt voor het hoofd van een autocefale kerk. Aan het hoofd van een autocefale kerk kan bijvoorbeeld echter ook een patriarch staan. In andere gevallen is een katholikos het hoofd van een autonome kerk die is onderworpen aan een patriarch of een andere kerkleider. Het woord ‘katholikos’ is het Griekse woord (καθολικός) voor universeel.
De titel katholikos wordt in vele orthodoxe kerken al sinds de oudheid gebruikt. In de Assyrische Kerk van het Oosten werd de titel voor de hoogste kerkleider gebruikt. ‘Katholikos’ wordt ook gebruikt als hoofd van de Armeens-Apostolische Kerk en de Georgisch-Orthodoxe Kerk. In de Syrisch-Orthodoxe Kerk van Antiochië werd deze titel gegeven aan de mafriaan, die sinds de oudheid een graad lager is dan de Syrisch-orthodoxe Patriarch van Antiochië. In de 20ste eeuw heeft een onenigheid over deze titel mede geleid tot het schisma binnen de Malankara Kerk van India.

## Oorsprong van de titel
De titel werd voor het eerst gebruikt in de 4e eeuw door de katholikos van Armenië, het hoofd van de Armeens-Apostolische Kerk. Na verloop van tijd werd de titel tevens gebruikt voor de Kerk van het Oosten.
Ook binnen het patriarchaat van Antiochië werd het gebruik van de titel een gewoonte toen na het eerste Concilie van Nicea in 325, jurisdicties werden verdeeld onder de drie kerken van het patriarchaat die deelnamen aan het concilie. De katholikoi kregen als jurisdictie de provincies die zich buiten het Romeinse Rijk hadden gevormd. Wat de werkelijke reikwijdte van hun jurisdictie was, is echter onduidelijk.

## Katholikoi in verschillende kerken
De titel "katholikos" wordt in verschillende kerken gebruikt. De naam achter de titel geeft de huidige katholikoi weer. Deze zijn op alfabetische volgorde de volgende:
- Katholikos van Armenië: Karekin II
- Katholikos van de Assyrische Kerk van het Oosten: Mar Awa III
- Katholikos van Georgië: Ilia II
- Katholikos van India (onder de patriarch van de Syrisch-orthodoxe kerk): Baselios Thomas I
- Katholikos van het Oosten: Baselios Mar Thoma Mathews III
- Katholikos van de Oude Kerk van het Oosten: vacant

## Zie ook

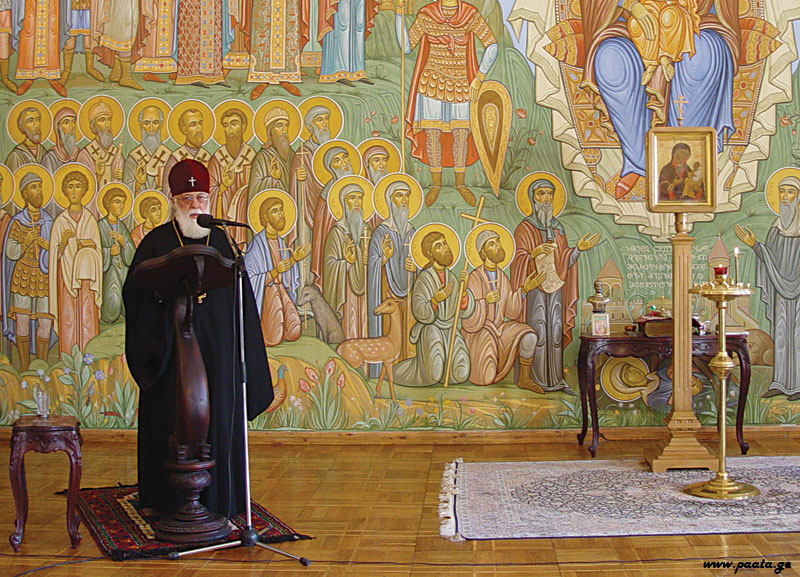
Katholikos-Patriarch van Geheel Georgië Ilia II